# Dự viên
Dự viên là một khu vườn Trung Hoa rộng lớn nằm bên cạnh miếu Thành hoàng tại Phố cổ Thượng Hải, Trung Quốc.

## Lịch sử

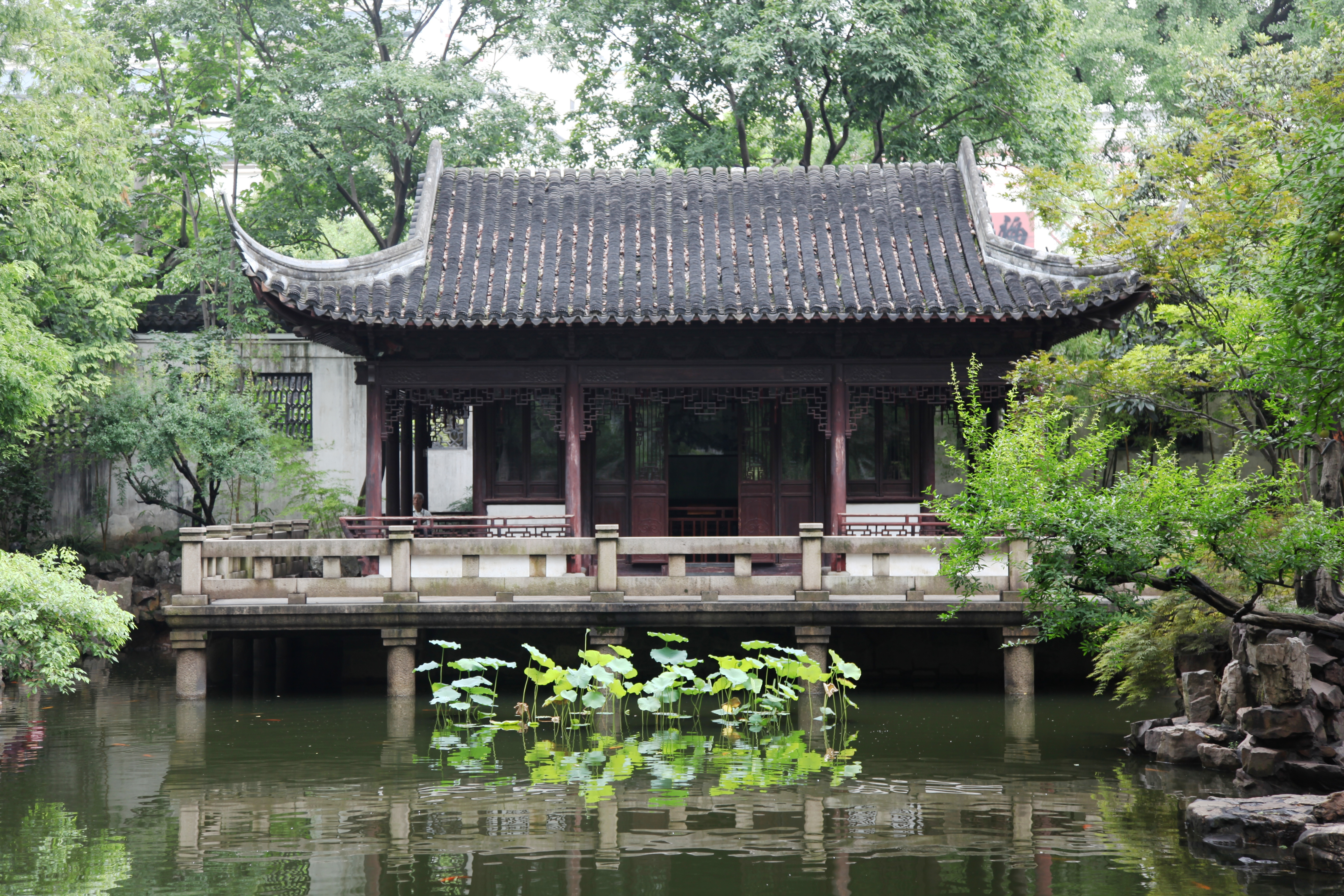
Cửu Hổ Hiên

Dự viên được vị quan thời nhà Minh Phan Doãn Đoan bắt đầu xây dựng vào năm 1559 làm nơi ở cho cha của mình lúc về già, và là khu vườn lớn và nổi tiếng nhất Thượng Hải lúc bấy giờ. Sau khi Phan Doãn Đoan qua đời, Dự viên được Trương Triệu Lâm, cháu rể của ông, thừa kế và từ đó trải qua nhiều lần đổi chủ. Một nhóm các nhà buôn đã trùng tu Dự viên, lúc bấy giờ đang xuống cấp, từ năm 1760 đến năm 1780 và mở cửa khu vườn phía Tây cho khách tham quan.
Năm 1842, trong cuộc Chiến tranh nha phiến lần thứ nhất, quân đội Đế quốc Anh sử dụng Hồ Tâm Đình làm căn cứ trong một vài ngày. Trong cuộc nổi loạn của Thái Bình Thiên Quốc, Hội Tiểu Đao sử dụng Điểm Xuân Đường làm căn cứ;đến khi nhà Thanh giành lại được Dự viên, gần như toàn bộ các kiến trúc ban đầu đã bị phá hủy. Đến năm 1942, khu vườn một lần nữa bị tàn phá trong cuộc Chiến tranh Trung-Nhật.
Chính quyền thành phố Thượng Hải cho khôi phục và trùng tu Dự viên từ năm 1956 đến năm 1961. Khu vườn được mở cửa đón khách tham quan vào năm 1961 và được công nhận là di tích lịch sử cấp quốc gia vào năm 1982.

## Kiến trúc

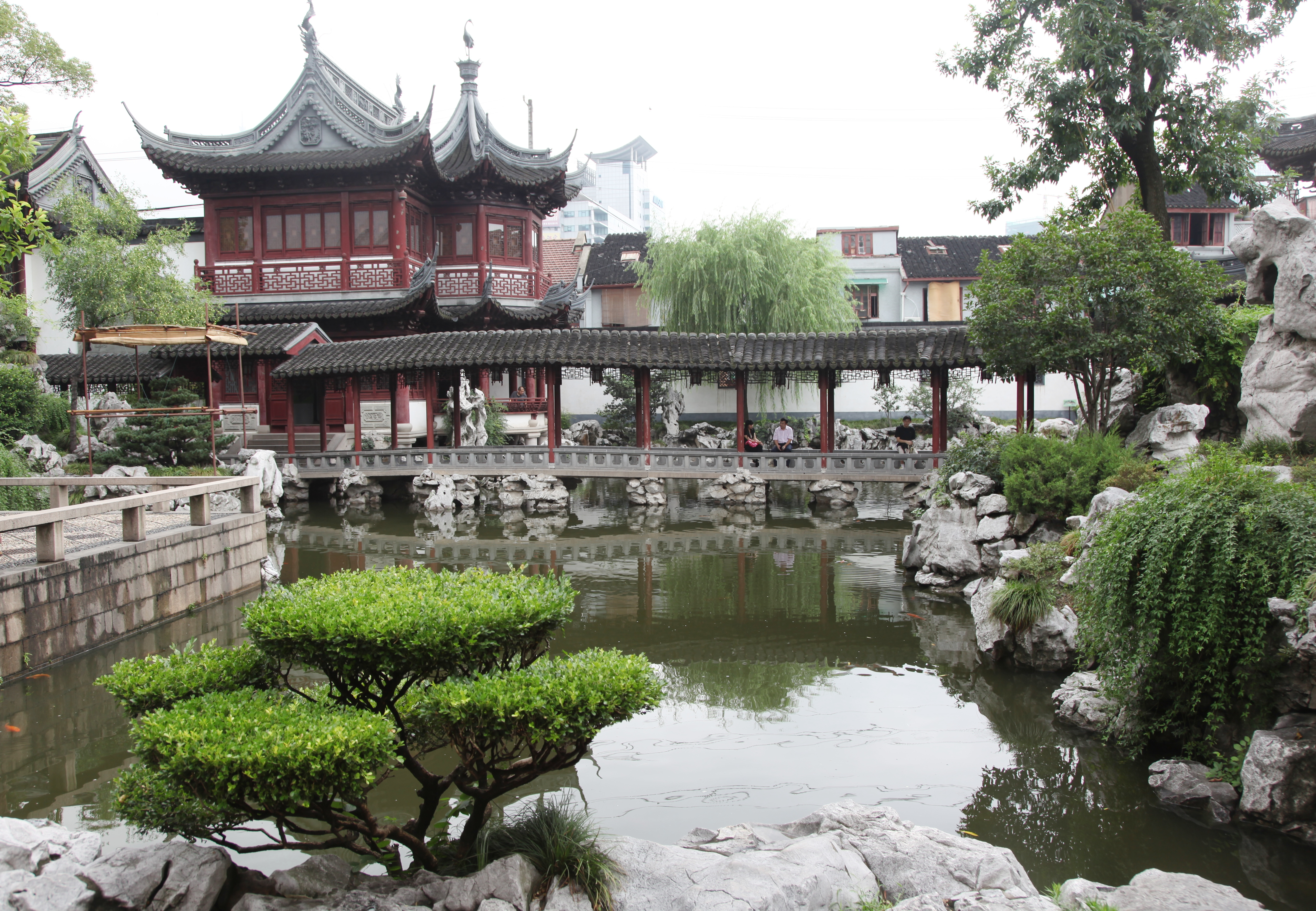
Thính Đào Các

Ngày nay, Dự viên có diện tích 2 hecta và được chia thành sáu khu vực:
- Tam Tuệ Đường (三穗堂, Sān Suì Táng): bao gồm Đại Giả Sơn (大假山, Dà Jiǎshān), một hòn non bộ cao 12m.
- Vạn Hoa Lâu (万花楼, Wàn Huā Lóu)
- Điểm Xuân Đường (点春堂, Diǎn Chūn Táng): được xây dựng vào năm 1820, được sử dụng làm căn cứ của Hội Tiểu Đao từ tháng 9 năm 1853 đến tháng 2 năm 1855.
- Hội Cảnh Lâu (会景楼, Huì Jǐng Lóu)
- Ngọc Hoa Đường (玉华堂, Yù Huá Táng)
- Nội Viên (内园, Nèi Yuán)

Các khu vực được ngăn cách với nhau bằng những bức tường có điêu khắc hình rồng. Tảng đá Ngọc Lung Linh cao 3,3m, nặng 5 tấn tại Dự viên được cho là đã được vớt lên sau khi con thuyền vận chuyển nó đến Bắc Kinh cho Tử Cấm Thành bị đắm gần Thượng Hải.

## Hình ảnh

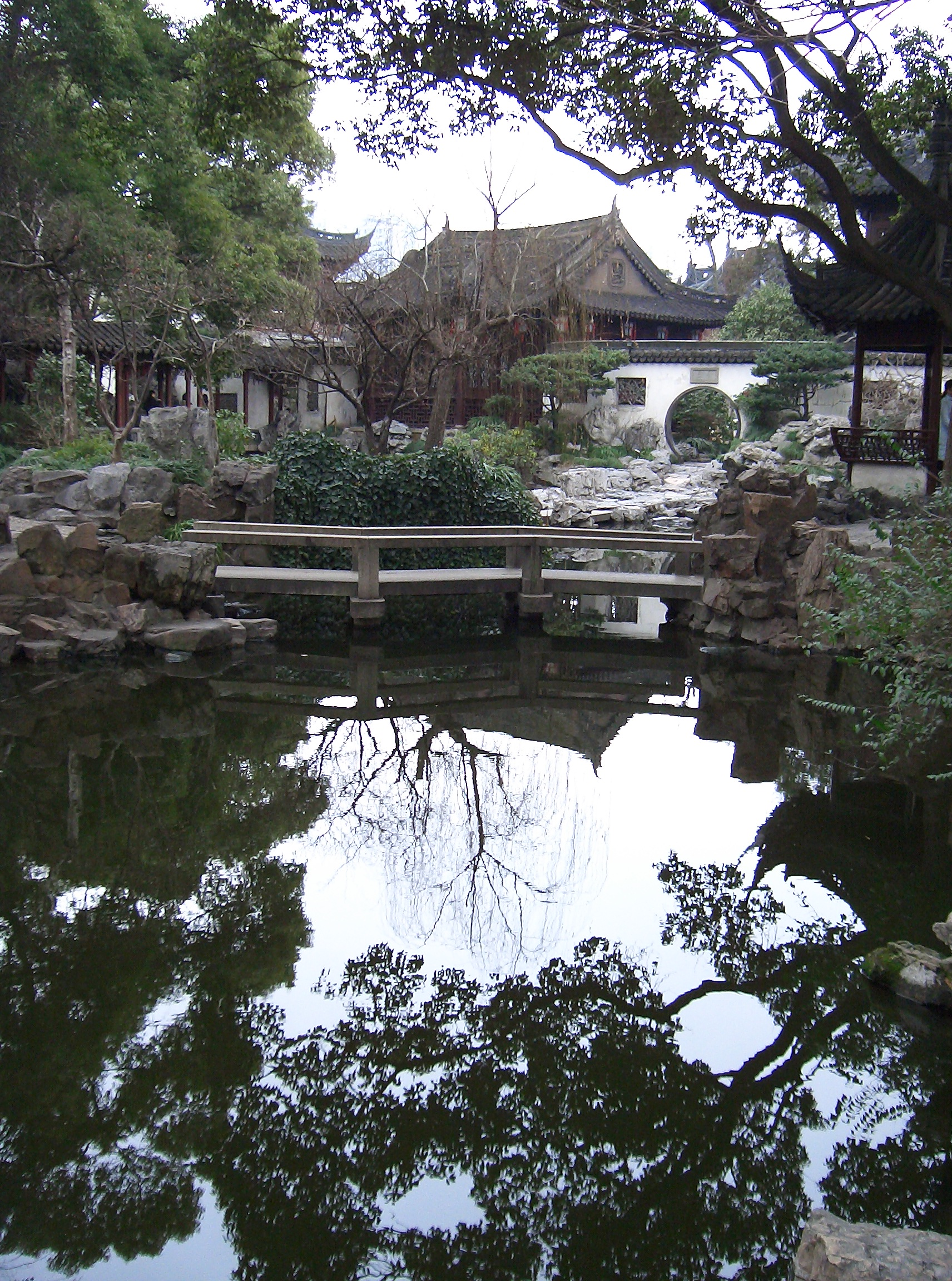
Cầu đi qua hồ
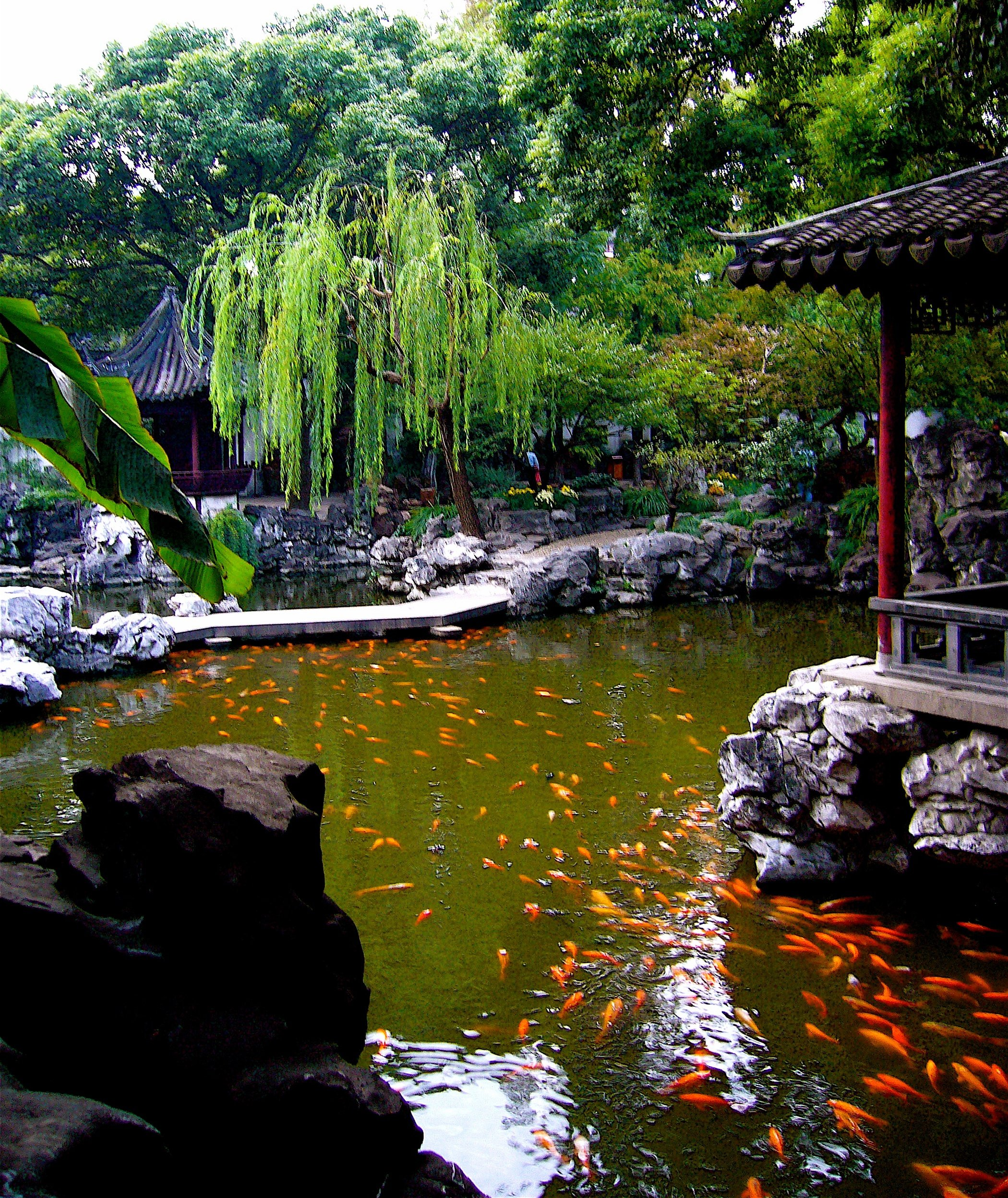
Hồ cá vàng
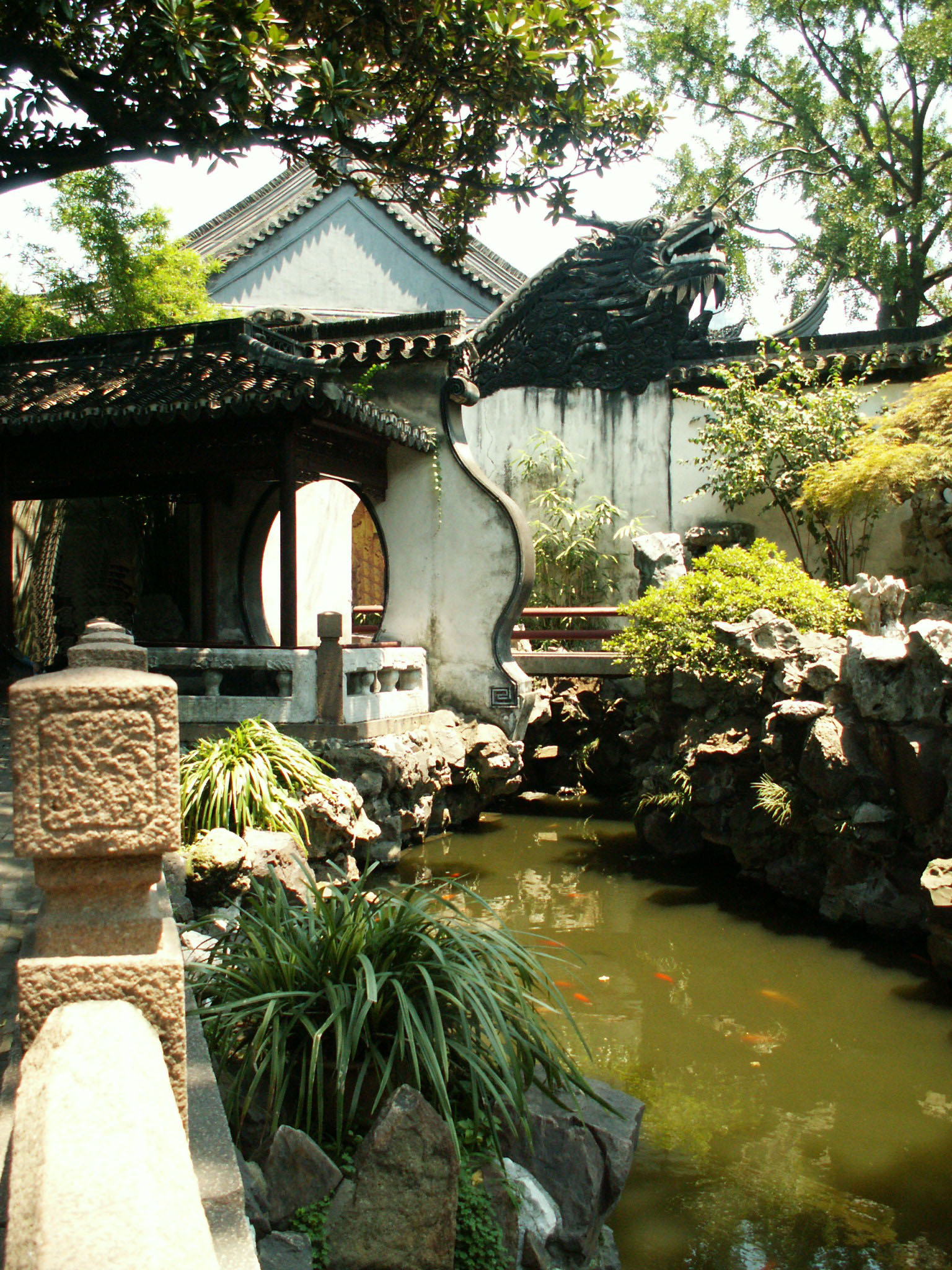
Điêu khắc hình rồng
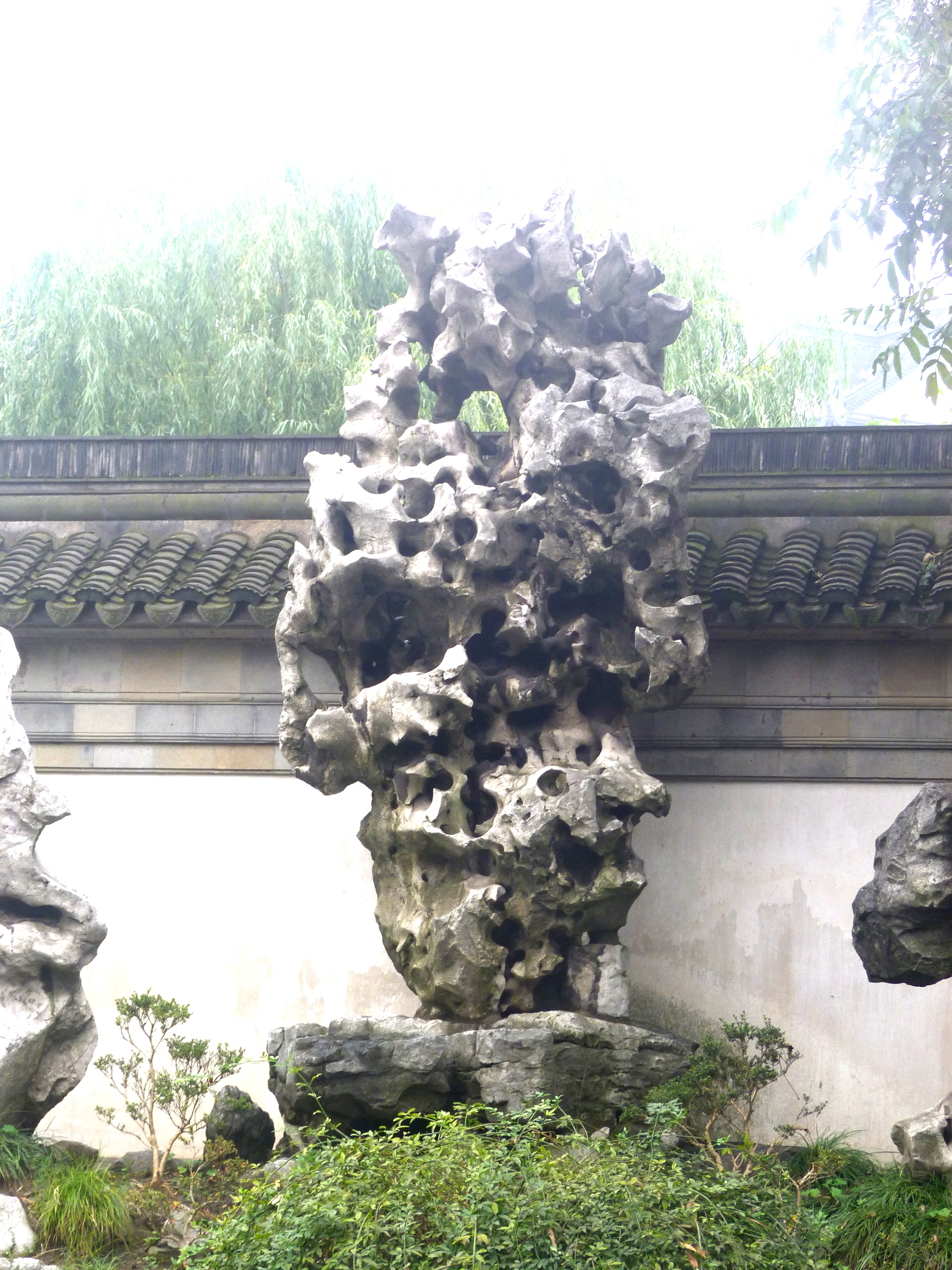
Tảng đá Ngọc Lung Linh
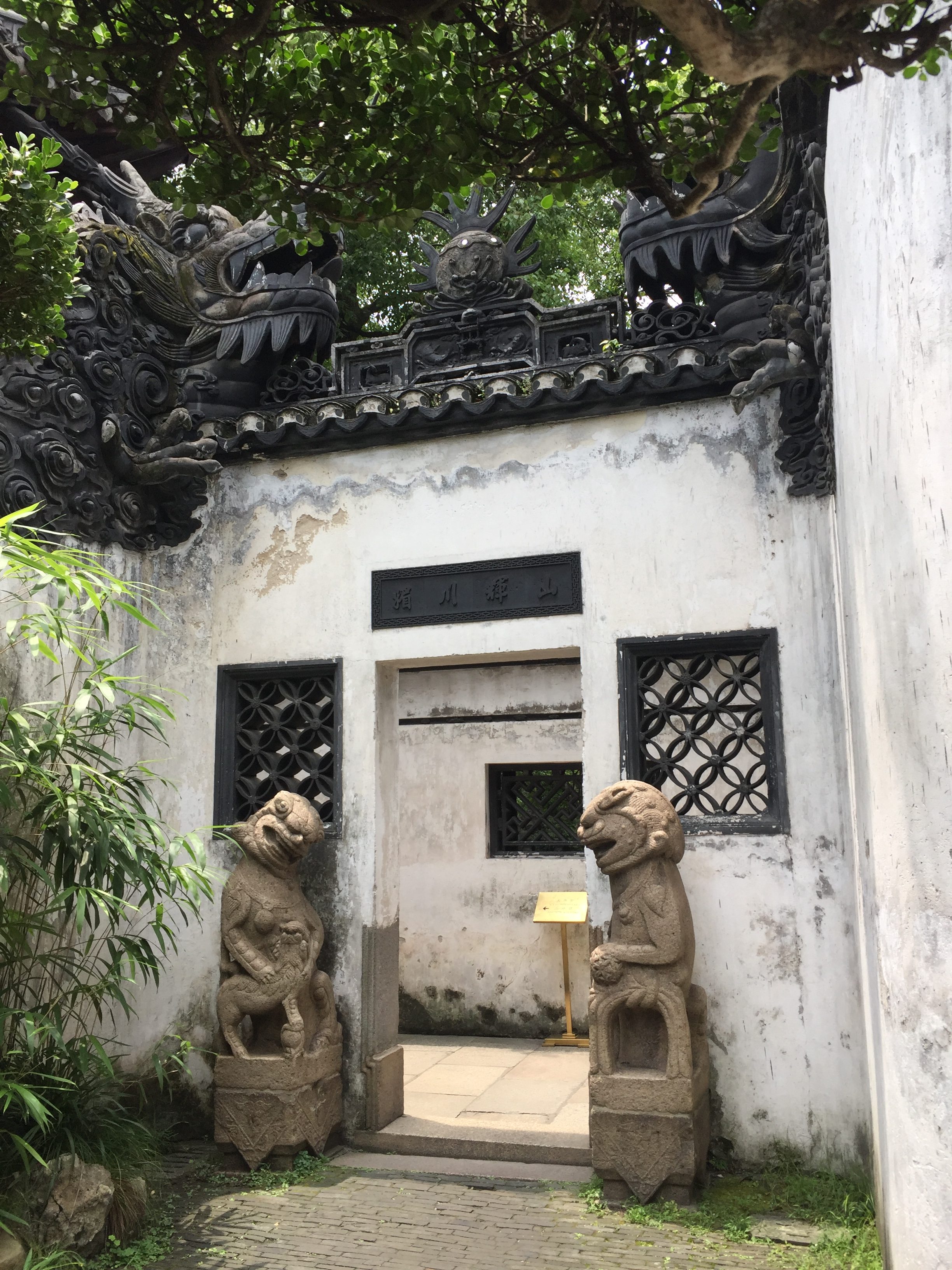
Lối đi qua tường rồng